# Port lotniczy Candala
Port lotniczy Candala (kod IATA: BSY, kod ICAO: HCMD) – lotnisko obsługujące miasto Qandala w Somalii (Puntland).